# پائولو تودسکینی
پائولو تودسکینی (به ایتالیایی: Paolo Todeschini) (زاده ۲۲ سپتامبر ۱۹۲۰ – درگذشته ۳۰ مارس ۱۹۹۳) فوتبالیست و مربی سابق ایتالیایی بود.

## افتخارات

### باشگاهی
- ناپولی
  - سری بی: ۱۹۵۰–۱۹۴۹